# نورترسهاوزن
نورترسهاوزن (به آلمانی: Nörtershausen) یک شهر در آلمان است که در ماین-کبلنتس واقع شده‌است. نورترسهاوزن ۱٬۱۲۹ نفر جمعیت دارد.